# ليندوس
ليندوس (باليونانية: Λίνδος)‏ هي بلدية في جزيرة دوديكانيز اليونانية رودس. تتكون البلدية من منطقتين وثلاث مجتمعات محلية، يسكن ليندوس حوالي 4000 نسمة وتشكل حوالي ثمن مساحة جزيرة رودسز. في ليندوس توجد أنقاض بوليس القديمة التي تحمل الاسم نفسه.

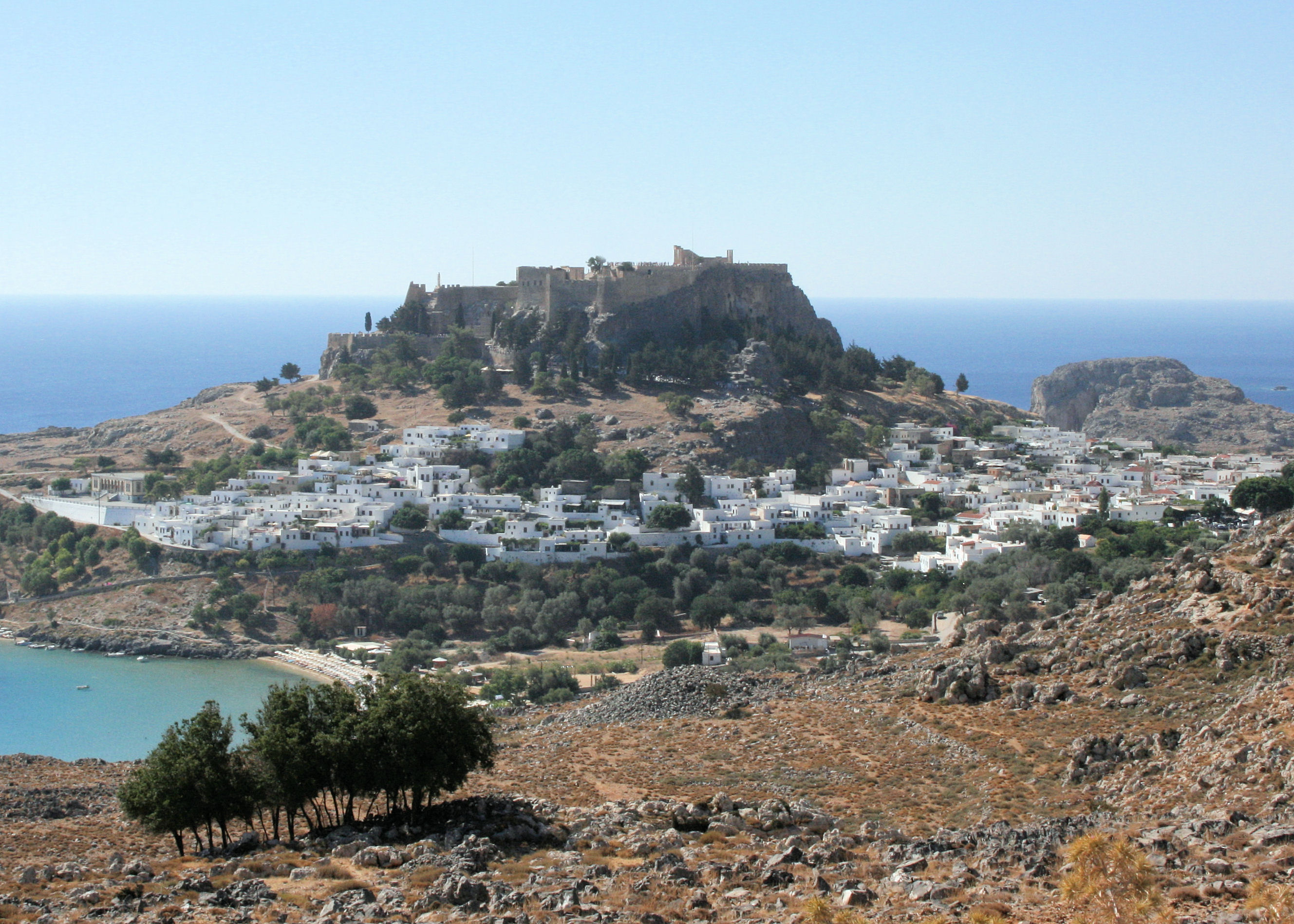
ليندوس مع الأكروبوليس فيها

## تاريخ ليندوس
أُسست ليندوس حوالي القرن الحادي عشرما قبل الميلاد. أسسها الدوريان على الساحل الشرقي لجزيرة رودس. بناءً على اكتشاف الأكروبوليس، يُعتقد أن اليونانيين الموكيانيين استقروا في ليندوس، وحتى أنّ الوجود السابق لمينوي لا يمكن استبعاده. ولكن الإزدهار بدأ فقط مع وصول الدوريان.